# Gmina Hrašćina
Gmina Hrašćina (chorw. Općina Hrašćina) – gmina w Chorwacji, w żupanii krapińsko-zagorskiej. W 2011 roku liczyła 1617 mieszkańców.